# 福島良一
福島 良一（ふくしま よしかず、1956年10月3日 - ）は日本のスポーツジャーナリスト、メジャーリーグアナリスト。
千葉県出身。学習院高等科、中央大学商学部卒業。大学在学中から主としてメジャーリーグの評論・取材を行っている。

## 略歴
高校時代、メジャーの試合を観戦したことをきっかけに造詣を深め、パシフィック・リーグ広報部長でメジャー通としても知られた伊東一雄（パンチョ伊東）に教わり、「特定の応援するチームを作らないで、大リーグ全体を楽しんでほしい」と薦められた。
1977年にはアメリカ野球愛好会を結成して代表に就任したほか、ジャーナリストとしてテレビ出演などを行う傍ら、評論・解説書を多数執筆する。メジャーリーグを専門とするジャーナリストだが、日本プロ野球もチェックしており、日本人メジャーリーガーやNPBでプレー経験のあるメジャーリーガーなど、日本人向けの情報を発信する特徴がある。これまでにNHK BS1や民放でのメジャーリーグ中継の解説を行い、現在は主にSPOTVでメジャーリーグの試合の解説を担当している。
1986年8月16日に結婚した。ベーブ・ルースの命日に合わせてこの日にしたよう。

## 出演
- すぽると!（フジテレビ） - パンチョ伊東闘病による後任
- MLBスタジアム（TBSテレビ）
- MLB主義（TBSテレビ） - 監修
- トリビアの泉 〜素晴らしきムダ知識〜（フジテレビ）

## 著書
- 大リーグ物語（講談社現代新書、1991年）ISBN 4061490435
- 大リーグ雑学ノート（ダイヤモンド社、1997年）ISBN 447896050X
- 大リーグ雑学ノート2（ダイヤモンド社、2000年）ISBN 4478960771
- 素晴らしいアメリカ野球（光文社知恵の森文庫、2001年）ISBN 4334780903
- 日本人メジャーリーガー成功の法則 田中将大の挑戦（双葉社双葉新書、2014年）ISBN 978-4-575-15438-2
- もっと知りたい!大谷翔平 SHO-TIME観戦ガイド（小学館小学館新書、2023年）ISBN 978-4-09-825450-7